# 哈氏狗脊蕨
哈氏狗脊蕨（学名：Woodwardia harlandii）为烏毛蕨科狗脊蕨屬下的一个种。